# إيرني كوين
إيرني كوين (بالإنجليزية: Ernie Quinn)‏ هو سياسي أسترالي، ولد في 3 يونيو 1926، وتوفي في 24 يوليو 1992 في أستراليا. حزبياً، نشط في حزب العمال الأسترالي. وقد انتخب عضو الجمعية التشريعية نيو ساوث ويلز.